# Bitwa pod Hab
Bitwa pod Hab (znana także jako II bitwa pod Tall Danis) – bitwa mająca miejsce 14 sierpnia 1119, pomiędzy wojskami Królestwa Jerozolimy a siłami Artukidów, zakończona wygraną chrześcijan. Wynik starcia jest kwestią sporną, ponieważ muzułmanie przypisali zwycięstwo sobie. Niemniej jednak, łacinnikom udało się zatrzymać turecką ofensywę w północnej Syrii i ustabilizować sytuację w Księstwie Antiochii po porażce w bitwie na Krwawym Polu.

## Sytuacja w Syrii po bitwie na Krwawym Polu
Po bitwie na Krwawym Polu, zakończonej śmiercią Rogera, regenta Antiochii i większości jego rycerzy, sytuacja łacinników na północy stała się krytyczna. Król Jerozolimy, Baldwin II, który zmierzał do Syrii na czele pospiesznie zebranej armii, nic nie wiedział o tej klęsce. Ponure wieści doszły do niego dopiero w Laodycei. Król natychmiast zwiększył tempo marszu i dotarł do Antiochii w pierwszych dniach sierpnia. W ślad za nim podążał Pons z Trypolisu z własnymi wojskami. Zwycięzca spod Krwawego Pola, Ilghazi Artukida, dowiedział się o posiłkach dla chrześcijan i wysłał swoje oddziały, by zaatakowały Ponsa, lecz zostały one pokonane.
Po przybyciu do Antiochii, król musiał rozwiązać sprawę wybrania nowego władcy tego księstwa. Poległy Roger nie był właściwie księciem, ale regentem nieletniego Boemunda II, przebywającego w Italii. Z braku odpowiednich pretendentów do objęcia funkcji regenta, Baldwin II zdecydował się samemu zająć ten urząd. Gdy przejął władzę nad Antiochią, dokonał podziału dóbr lennych, które wakowały po śmierci tak wielu rycerzy w ostatniej bitwie. Wdowy po nich wydał za ludzi z własnego orszaku. Zdając sobie sprawę, że osłabione księstwo będzie mieć trudności z bronieniem własnych granic, część ziem antiocheńskich nadał rycerzom z Hrabstwa Edessy. Po załatwieniu tych spraw, zebrał swoje wojska i na czele armii liczącej 700 rycerzy i kilka tysięcy piechoty, wyruszył przeciwko muzułmanom.
W czasie, gdy łacinnicy zbierali siły w Antiochii, Ilghazi także nie próżnował. Do jego armii dołączyły wojska damasceńskie pod osobistym dowództwem Tughtakina, władcy Damaszku i wiernego sojusznika Artukidy. 11 sierpnia 1119 obaj wodzowie muzułmańscy przystąpili do działań ofensywnych przeciwko chrześcijanom, oblegając łacińskie twierdze na wschód od Orontesu i zdobywając zamek Al-Asarib. Baldwin II wyruszył mu na odsiecz, jednak nie zdążył przybyć tam na czas, a zwycięzcy muzułmanie przystąpili do oblężenia Zardany. Król skierował się wtedy na południe i 13 sierpnia stanął w Tall Danisie - miejscu, gdzie cztery lata temu Roger z Antiochii zwyciężył armię sułtana Mohammada Tapara w bitwie pod Sarmin. Kiedy usłyszał o upadku Zardany, postanowił wycofać się nieco w kierunku Antiochii. Ilghazi i Tughtakin, którzy wiedzieli o jego posunięciach, wyruszyli przeciwko niemu, mając nadzieję zaskoczyć rycerzy łacińskich podczas nocnego odpoczynku w wiosce Hab.

## Przebieg bitwy
Muzułmanie zawiedli się w swoich oczekiwaniach. Baldwin II był znacznie ostrożniejszy od Rogera i spodziewał się ataku. Kiedy w polu widzenia pojawił się nieprzyjaciel, jego armia była gotowa do boju. Ilghazi i Tughtakin uderzyli na łacinników i wywiązała się chaotyczna bitwa. Szale zwycięstwa na zmianę przechylały się raz na jedną, raz na drugą stronę, jednak prym wiedli chrześcijanie. Ich prawe skrzydło, pod wodzą Ponsa, natarło na wojska Tughtakina, ale choć zostało odparte, oddziały trypolitańskie nie złamały szyku. Walczący wśród nich Robert Trędowaty, dawny pan Zardany, pragnął odzyskać utraconą twierdzę. Przebił się przez żołnierzy z Himsu, jednak wpadł w zasadzkę i dostał się do niewoli. Prawe skrzydło łacinników znalazło się w ciężkiej sytuacji.
Tymczasem centrum i lewe skrzydło, dowodzone przez króla, dotrzymywało muzułmanom pola, zażarcie walcząc przeciwko oddziałom Ilghaziego. Baldwin przez cały czas trzymał część rycerzy w odwodzie i w decydującym momencie rzucił ich na wroga. Przełamał jego linie i wielu Turkmenów rzuciło się do ucieczki, jednakże główne siły pod wodzą Ilghaziego wycofały się nie łamiąc szyku. Siły Artukidy i Tughtakina zarządziły odwrót spod Tall Danisu, prowadząc ze sobą długą kolumnę jeńców, pochodzących głównie spośród oddziałów Ponsa i Roberta Trędowatego, który w czasie bitwy zbyt lekkomyślnie rzucił się na wroga. Z tego powodu, muzułmanie, którzy po powrocie Ilghaziego do Aleppa zostali uraczeni widokiem masowej rzezi pojmanych chrześcijan, uznali bitwę za kolejne zwycięstwo islamu. Początkowo tak samo sądzili mieszkańcy Antiochii, gdy dotarli do nich zbiegowie z hufca Ponsa i rozpuścili wśród łacinników wieści o klęsce. Jednakże wkrótce do miasta przybył królewski goniec, który złożył relacje z faktycznego wyniku bitwy.

## Po bitwie
Król Baldwin nie próbował ścigać muzułmanów. Po wysłaniu gońca do Antiochii, skierował się na południe, do Ma’arrat an-Numanu, oraz do Rusy, które odbił z rąk Munkizydów z Szajzaru, a następnie zawarł z nimi pokój. Łacinnicy odebrali muzułmanom wszystkie zdobyte przez nich twierdze, z wyjątkiem Al-Asaribu, Biredżiku i Zardany. Następnie armia powróciła do Antiochii, gdzie król spędził całą jesień na załatwianiu spraw administracyjnych. Do Jerozolimy wyruszył w grudniu. Chociaż był teraz regentem księstwa, nie mógł zaniedbywać swoich obowiązków królewskich na południu, dlatego powierzył Antiochię patriarsze Bernardowi. W Edessie natomiast osadził Joscelina z Courtenay, któremu w 1118 roku przyznał tytuł hrabiego.
Jakkolwiek wynik bitwy pod Hab może budzić wątpliwości, zwłaszcza z powodu rozbieżności w poglądach między kronikarzami łacińskimi a arabskimi, w ostatecznym rozrachunku było to strategiczne zwycięstwo chrześcijan. Ilghazi stracił szansę na zdobycie osłabionej Antiochii, do tego po bitwie jego wojska zaczęły się kurczyć. Tughtakin powrócił do Damaszku, mając tam do załatwienia własne sprawy, Munkizydzi z Szajzaru zawarli z Baldwinem II pokój, a większość zdobytych twierdz wróciła w ręce łacinników. Natomiast Turkmeni, stanowiący rdzeń całej armii zaczęli rozchodzić się do domów, niezadowoleni z powodu fiaska ostatniej wyprawy i źli na Ilghaziego, którego nie stać było na wypłacenie im zaległego żołdu. Do tego, Artukida zapadł w tym czasie na ciężką chorobę. Po powrocie do zdrowia, opuścił Aleppo i udał się do rodowych posiadłości w Mardinie.
Wielka kampania wojenna Ilghaziego nie przyniosła muzułmanom prawie żadnych korzyści, poza ogromnym sukcesem propagandowym, który podniósł morale w świecie islamu. Dodał otuchy okolicznym emirom tureckim, dotychczas broniącym się jedynie przed zakusami północnych łacinników, a chociaż natychmiastowa interwencja króla Baldwina II uratowała Księstwo Antiochii od zguby, ciężko było zastąpić rycerzy poległych na Krwawym Polu. Choć Ilghaziemu nie udało się należycie wykorzystać tego zwycięstwa, miało się to powieść w przyszłości innym władcom muzułmańskim, walczącymi z chrześcijanami w Syrii, takim jak Zengi czy Nur ad-Din.